# Cephalodella euderbyi
Cephalodella euderbyi is een raderdiertjessoort uit de familie Notommatidae. De wetenschappelijke naam van deze soort is voor het eerst geldig gepubliceerd in 1940 door Wulfert.